# 斯特凡妮·基里亚科娃
斯特凡妮·拉多斯拉沃娃·基里亚科娃（2001年1月5日—），保加利亚艺术体操运动员，2019年欧洲运动会集体全能、5人球操银牌得主和3人圈操+2人棒操铜牌得主、2020年夏季奥运会集体全能金牌得主。